# Roque
San Roque (en occitano: Sant Ròc, Montpellier, Corona de Aragón, 1295 o 1348/50 - Montpellier o Voghera, 1317 o 1376/79) fue un peregrino occitano canonizado el 26 de octubre de 1629 por el papa Urbano VIII. Es venerado como santo por la Iglesia católica, que celebra su festividad el 16 de agosto. Es uno de los tres patrones del peregrino.

## Biografía

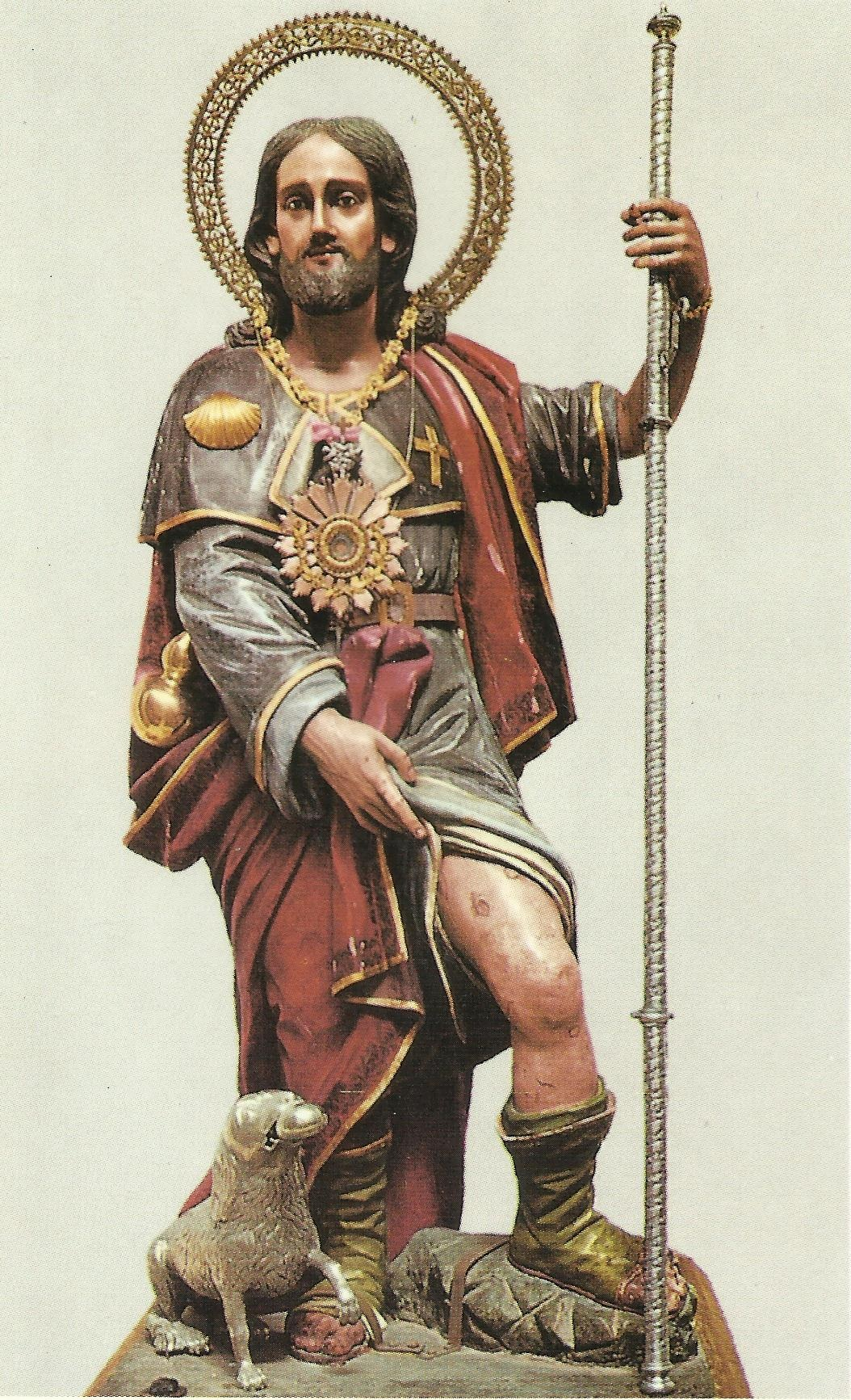
Estatua de San Roque en Palmi, Italia.

El nombre de Roque significa «fuerte como roca». No existe acuerdo entre los historiadores sobre el año de nacimiento de San Roque. Según la tradición, nació en Montpellier (Aragón, actualmente Francia) hacia el año 1295, mientras que otras versiones lo trasladan al siglo XIV, entre los años 1348 y 1350.
En 1378, Roque era hijo del gobernador de Montpellier, Jean Roch de La Croix. Quedó huérfano a los veinte años; entonces decidió vender todas sus posesiones, repartir el dinero entre los pobres y hacer una peregrinación a Roma con la intención de visitar los santuarios. En esa época se desató una epidemia de peste que provocó gran mortandad en toda Europa.
Roque recorrió Italia y se dedicó a curar y atender a todos los enfermos de la peste. Cuidó enfermos en Acquapendente, Cesena, Roma, Rímini y Novara. La tradición popular decía que curaba a muchos enfermos con solo hacer sobre ellos la señal de la cruz. A los que morían, él mismo les hacía la sepultura, pues nadie más se atrevía a acercarse a los cadáveres por el miedo a contagiarse de la peste.
En Piacenza contrajo la enfermedad; su cuerpo quedó lleno de manchas negras y úlceras. Como no quería ser una carga para nadie, se arrastró hasta las afueras de la ciudad para morir solo y se refugió en un bosque; allí nació un aljibe de agua que le calmaba la sed. Poco después, un perro llegó con un pan y se lo dio a Roque para alimentarlo; esto ocurrió por varios días, pues el perro sacaba el pan de la cocina de su amo, hasta que un día el amo decidió seguir a su perro y descubrió lo que ocurría. Entonces el amo del perro se encargó de cuidar a Roque y curarle sus llagas. Cuando se recuperó, regresó a la ciudad, donde siguió curando no solo a personas, sino también a animales.
Al parecer, falleció tras un largo periodo en prisión, pues en una guerra que hubo en Montpellier lo confundieron con un espía y lo tomaron prisionero. Además, tampoco quiso revelar quién era. Tradicionalmente, se consideraba que falleció en Italia pero actualmente se estima que murió en Montpellier encerrado por su tío.

## Iconografía

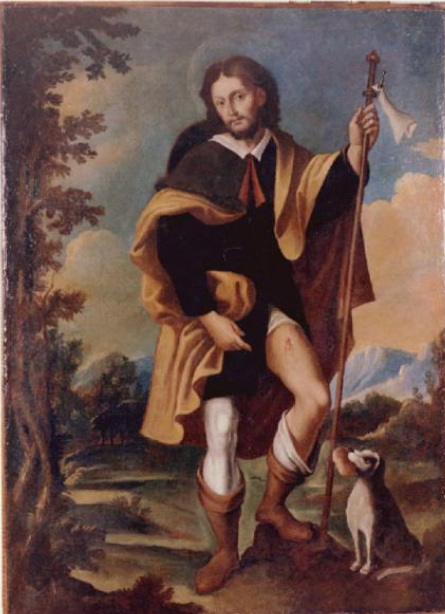
San Roque por Tommaso Pombioli.

Aparece representado en las artes plásticas vestido de peregrino con bordón, sombrero y capa, con una llaga en una pierna, siendo la más habitual la izquierda, y acompañado de un perro, que suele llevar un pan en la boca, llamado Rouna, o un ángel, aunque a veces son representados ambos.

## Devoción
Su devoción se extendió muy rápidamente a partir del siglo XV. Desde Venecia se extendió el culto hacia el mundo germánico y a los Países Bajos. En 1477, con ocasión de una epidemia de peste, se fundó en Venecia una cofradía que bajo su nombre, se dedicó al hospedaje de enfermos de peste y que fue conocida como Confraternità o Scuole di San Rocco. Dicha agrupación fomentó la devoción al santo construyendo capillas y más centros de acogida por toda Italia.
Una de las iglesias más conocidas que están dedicadas a este santo está en París, muy cerca del Museo del Louvre; la hizo edificar Luis XIV en 1653. Toda Europa e Hispanoamérica están sembradas de templos que le fueron dedicados.

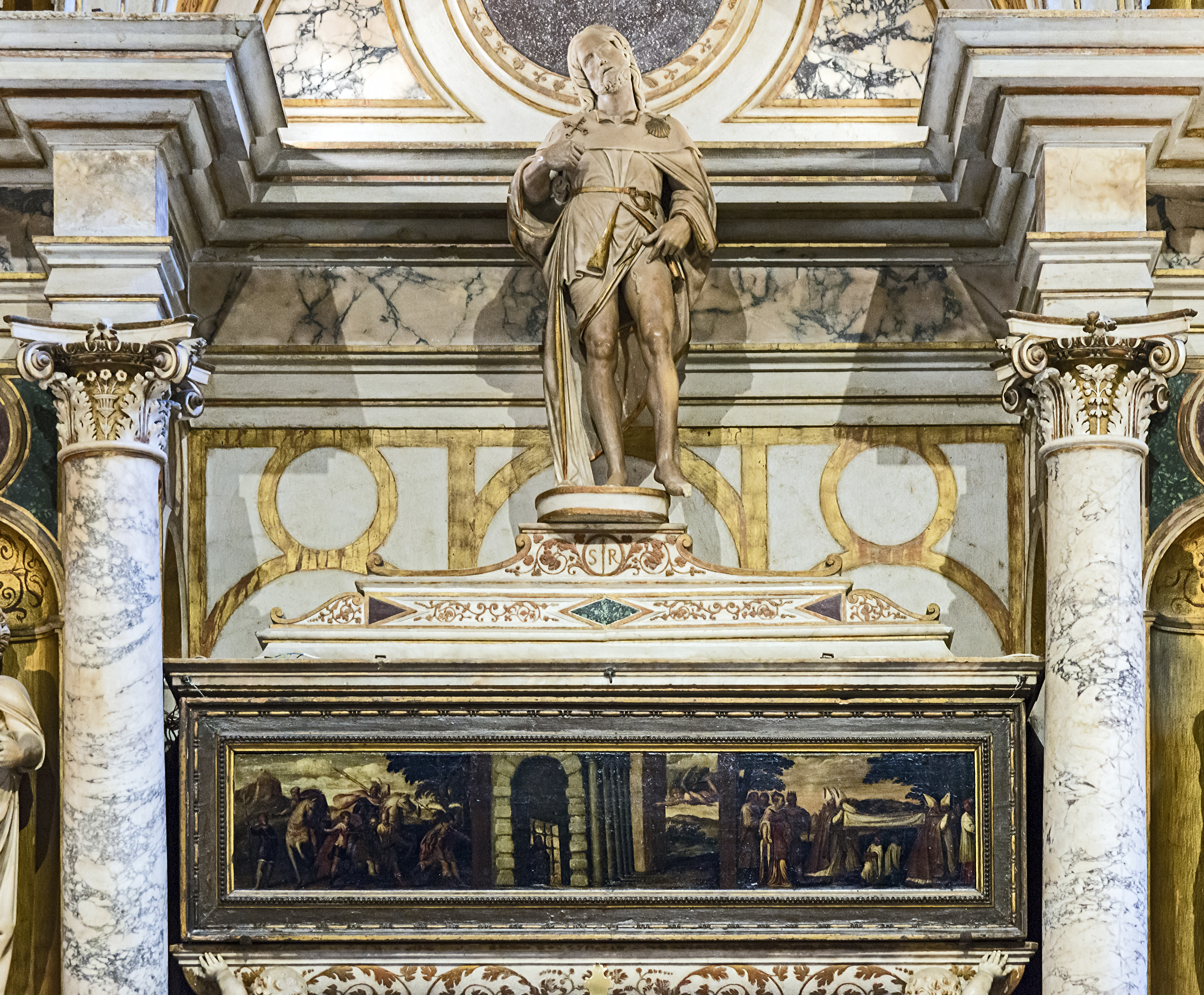
Tumba de San Roque, iglesia de San Roque (Venecia).

Existen numerosas reliquias de este santo. En enero de 2007 la Vicaría de Roma concedió una de primera clase: ex ossibus (de los huesos), a la Hermandad de Nuestro Padre Jesús Nazareno de Alhaurín el Grande Málaga, la cual es procesionada cada Viernes Santo, junto a otra de Santo Domingo de Guzmán, en un relicario doble situado en el frontal del trono de María Santísima del Mayor Dolor. Dicha concesión se debió a los profundos lazos históricos y devocionales que unen a esta corporación nazarena y al pueblo en el que radica con el culto al mártir, que hasta el siglo XIX poseía ermita situada en el camino de Antequera de esta localidad, así como una imagen que fue trasladada a la capilla de San Sebastián, sede de la Hermandad, y que posteriormente resultó destruida durante el trascurso de la guerra civil española.

## Festividad y patronazgo
Su onomástica es el 16 de agosto. Santo protector ante la peste y toda clase de epidemias, su intervención era solicitada por los habitantes de muchos pueblos y, ante la desaparición de las mismas reconocían la intervención del Santo, por lo que se le nombraba Santo Patrón de la localidad. Es además protector de peregrinos, enfermeros, cirujanos o cánidos, entre otros.

### España
Es patrono de la ciudad de Santiago de Compostela desde 1518 año en el que la ciudad asolada por la peste se encomendó al Santo para librarse de la misma con la promesa de que si los libraba lo erigirían en patrono de la ciudad, renovando cada año el Voto en el que cada 16 de agosto acude la corporación municipal a la capilla de San Roque a presidir la misa solemne y la procesión. En 2018 el papa Francisco, otorgó un Año Jubilar por el 500 aniversario del Voto de la ciudad y Patronazgo. Mucha gente cree que el patrono de dicha ciudad es Santiago Apóstol, pero es un error. Es así mismo patrón de la policía local de Orense, corporación que el Día de su Festividad procesiona una imagen del santo tallada por Francisco de Moure en 1598.  
Junto a la Virgen de la Puebla, es patrón de la Villa de Mombeltrán (Ávila), en donde cada 16 de agosto se le ofrecen ramos de albahaca que purifican el ambiente y que, tras la procesión por las calles de la localidad, son rematados en subasta al alza por devotos o mayordomos del Santo.

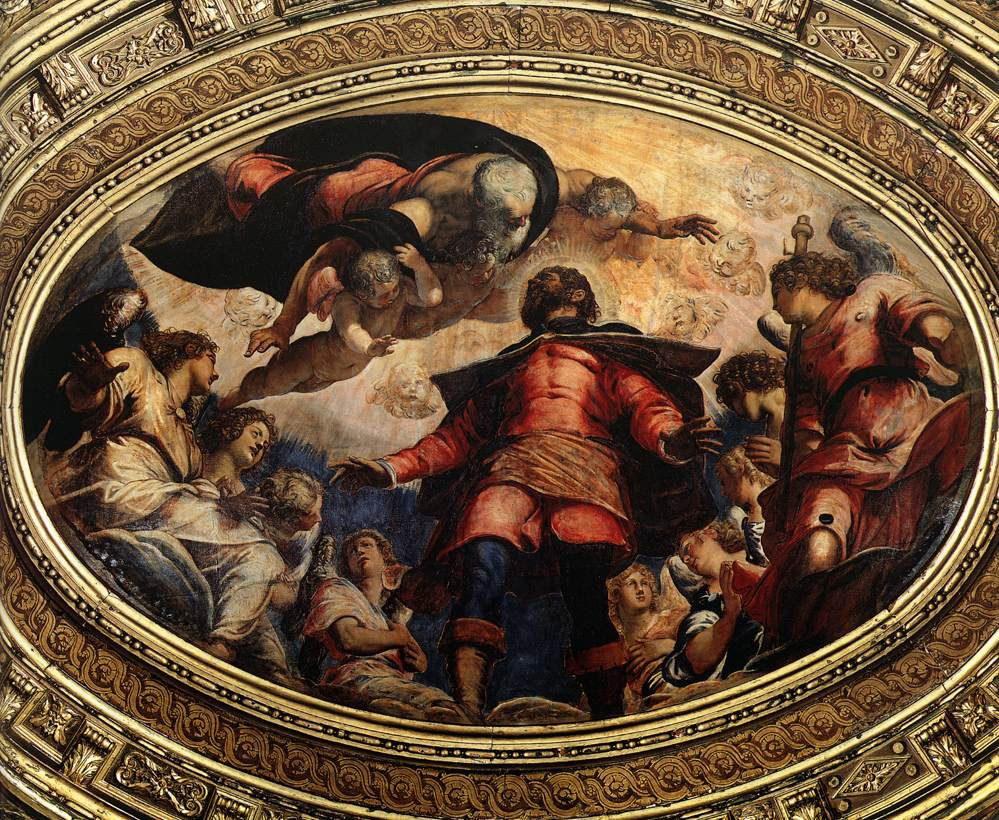
San Roque en gloria (1564), de Tintoretto, Scuola Grande di San Rocco, Venecia.

También es patrono de la población alavesa de Llodio, donde goza de gran fama, su cofradía del Señor San Roque es muy antigua pues data de 1599 y tiene su ermita en lo alto del valle alavés. También es Patrono de Tolox, en Málaga, donde cuenta con varias imágenes; la más conocida es la que se encuentra en la parroquia de San Miguel Arcángel, realizada por el imaginero sevillano Francisco Buiza en la década de los sesenta del siglo XX y que es procesionado cada 16 de agosto en la mañana, en la que se reconoce como "la cohetá", procesión en la que son lanzados miles de cohetes al paso del Patrón. También lo es del municipio de Torrox, junto con la Virgen de las Nieves; procesiona no solo el día 16 sino también en octubre cuando se celebran las fiestas locales. Sin salir de la provincia de Málaga, no podemos olvidar al municipio más pequeño de la provincia, Atajate, localidad que pidió protección al Santo ante la epidemia de peste, que remitió y en agradecimiento erigió la antigua parroquia en honor de San Roque, que más tarde los franceses destruirían. Posterior a la guerra civil, se adquirió una réplica de la anterior talla de San Roque que procesiona durante dos días 15 y 16 de agosto. Esta talla que sale en procesión se encuentra en la parroquia de San José, construida a prestación personal por todo el pueblo de Atajate. También es patrono de Navarrete (La Rioja), donde se celebra una gran fiesta en su honor el 16 de agosto. También es patrón de Churriana de la Vega, Campo Cámara, Pinos Genil, Pinos del Valle y Huétor Vega (Granada), así como de Villalba de Adaja (Valladolid) y de Piedralaves (Ávila) dónde tiene una Ermita y las Fiestas se celebran en su honor dedicándole Misas y una Procesión, en la que procesiona una talla del Santo por todo el pueblo en las fiestas patronales. 

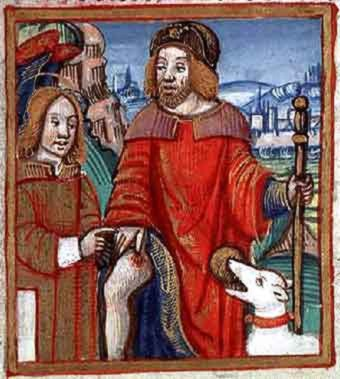
San Roque en un manuscrito medieval.

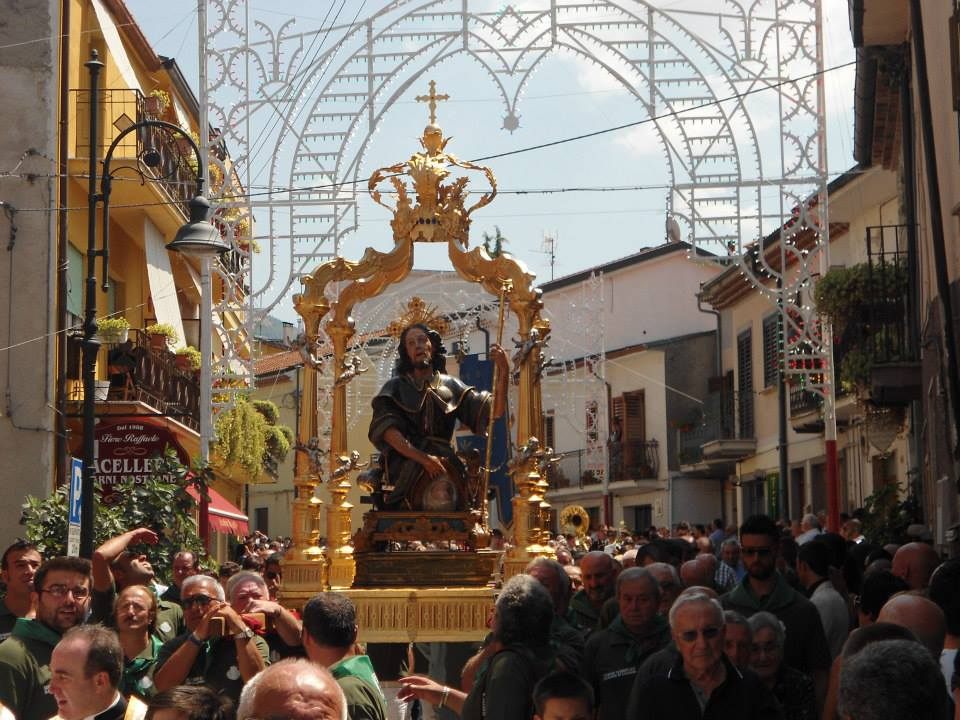
Procesión de San Roque en el municipio italiano de Satriano di Lucania.

Así mismo, es patrono de Alumbres (Cartagena), Dos Torres y Aguilar de la Frontera (Córdoba) y Serranillos del Valle (La Sagra, Madrid). La imagen se encuentra en la iglesia parroquial de la Visitación de la Virgen, desde donde procesiona cada 16 de agosto. Además se celebran unas pequeñas Fiestas en su honor. 
San Roque es también patrón de Alcalá del Valle en la provincia de Cádiz, donde goza de gran devoción, contando con su propia hermandad, su imagen se encuentra en el altar mayor de la parroquia Santa María del valle, junto a Nuestra Señora del Valle patrona de la localidad y a San José. En la calle Párroco Gavilán se encuentra una pequeña capillita con una pequeña imagen de San Roque donde siempre podemos encontrar gran cantidad de flores y donde los Alcalareños se acercan a rezar al Santo Patrón. Durante los días 14, 15 y 16 de agosto se realiza un Triduo en su honor en la parroquia y el 16, tras la Función Solemne, se realiza la procesión por las calles del pueblo. También coincidiendo con el 16 de agosto se realiza una feria en su honor con una duración de 5 días. En el pueblo también encontramos una calle dedicada al santo patrón y un azulejo con su imagen en la portada principal de la parroquia. 
Gozó, también, San Roque de una gran devoción en Alhaurín el Grande en la provincia de Málaga, donde contó con una capilla propia que se alzaba en la actual calle "Cruz de San Roque" del Camino de Antequera. Levantado el pequeño Templo en la segunda mitad del Siglo XVII, desapareció a comienzos del Siglo XIX a causa de las Desamortizaciones. La imagen de su titular fue trasladada a la Ermita de San Sebastián de esta misma población y destruida durante la Guerra Civil. En testimonio de estos vínculos, en enero de 2007 la Santa Sede concedió a la Real Hermandad de Nuestro Padre Jesús Nazareno una reliquia de Primera Clase de San Roque para que fuese venerada en la localidad. Esta puede encuadrarse dentro de la tipología de las ex ossibus, y es custodiada por esta corporación nazarena en atención a los lazos que unen a esta Hermandad con el culto a San Roque. Esta reliquia es procesionada cada Viernes Santo junto a otra de Santo Domingo de Guzmán en un relicario doble situado en el frontal del trono de María Santísima del Mayor Dolor.
Del mismo modo, una localidad llamada Albelda de la provincia aragonesa de Huesca, celebra cada 16 de agosto sus fiestas patronales en honor al santo, realizando una caminata que se inicia en el propio pueblo y finaliza en una ermita en honor al Mártir. También es patrono del bonito pueblo de Ledaña (Cuenca), donde una ermita dedicada a San Roque corona la localidad. 

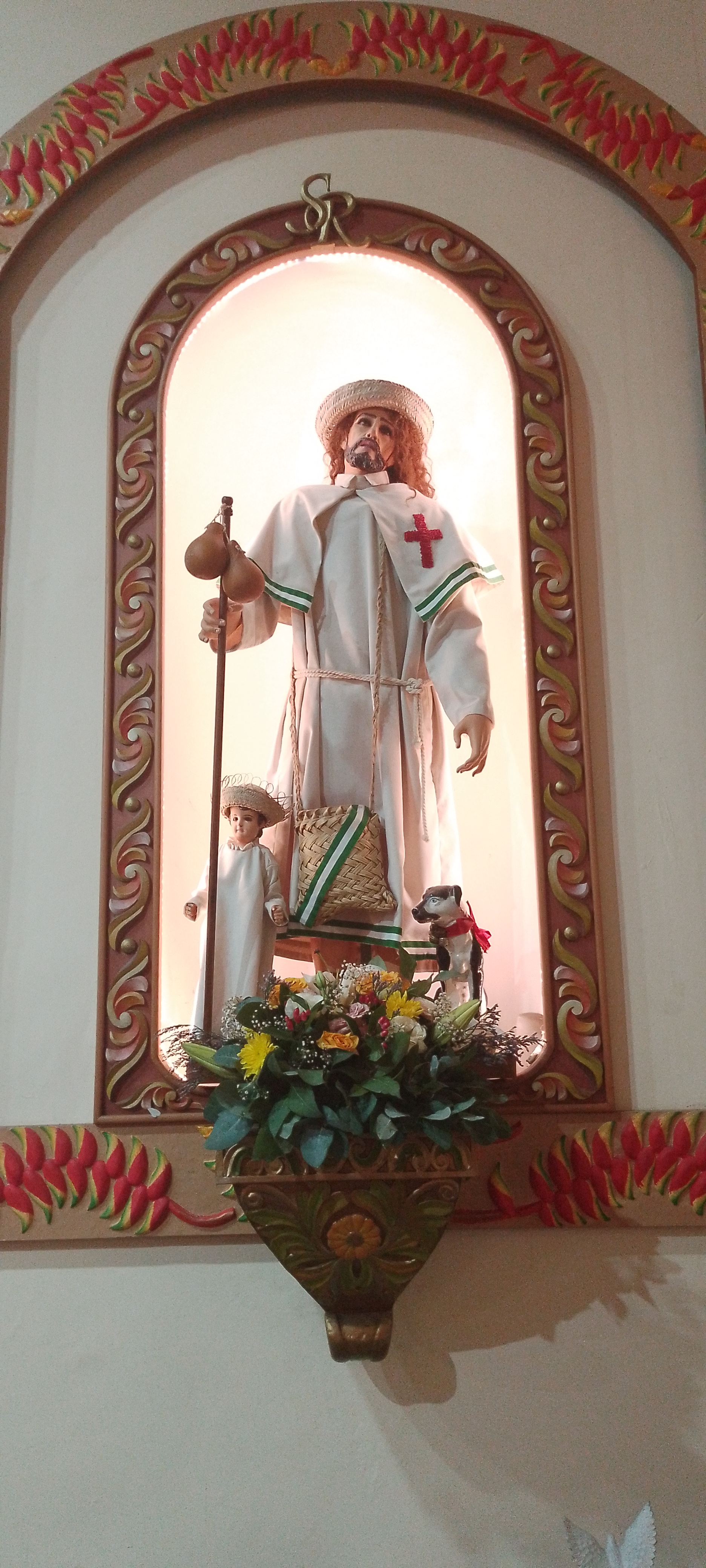
Monumento a san Roque en el templo homónimo en Santa Cruz de la Sierra (Bolivia). Su vestimenta corresponde al traje típico cruceño (cambita).

También ostenta el patronazgo de Villarino de los Aires (Salamanca), donde su imagen preside el altar de la ermita de San Roque y es sacado en procesión cada 16 de agosto tras la Misa en la iglesia parroquial de Santa María La Mayor y donde se celebra una semana de fiesta en su honor, además de ser el patrón de Blanca y Villanueva del Río Segura, localidades de Murcia.
Otra localidad salamantina cuyo patrono es San Roque es Barbadillo, cuya iglesia está dedicada a él y cuya festividad más importante es la del Santo, celebrada el 16 de agosto.
Es titular del barrio de San Roque de la localidad conquense de San Clemente, donde se celebran unas pequeñas fiestas en su honor, durante los días 13-16 de agosto cada año. 
Fue también nombrado patrono de la Villa y Puerto de Garachico (Tenerife, Canarias), lugar donde se le tiene gran devoción, y donde cada 16 de agosto se celebra una multitudinaria romería en su honor. En la isla de Tenerife es también patrono de Vilaflor de Chasna. Asimismo, es patrono de Cuevas de Provanco y de Aragoneses (Segovia) y uno de los patrones de Ciérvana (Vizcaya) y también se celebra en Portugalete (Vizcaya). 
También es patrono de las Fiestas de Tineo en Asturias con una Ermita en su nombre en el mismo Campo donde se realiza la Fiesta en su honor el 16 de agosto. En Llanes (Asturias) y Betanzos (Galicia) (Caguán- Huila) también se celebran las fiestas de San Roque el 16 de agosto. Es patrono de Navaleno (Soria), de Macotera (Salamanca), Salmoral (Salamanca) y Campocámara (Granada). Es patrono de Ceutí (Región de Murcia) junto con Santa María Magdalena. Es patrono de Villayuste, en la provincia de León. Y, por último, patrono de Lepe (Huelva) en la iglesia de Santo Domingo de Guzmán que realiza la Fiesta en su Honor el 16 de agosto junto a las fiestas patronales en honor a su patrona, la Virgen de la Bella. Es patrono de Castalla y Callosa de Segura (Alicante), de Cepeda la Mora (Ávila), de Valenzuela (Córdoba), de Siles y Arjonilla (Jaén)  y de Roa (Burgos). Además, en el pueblo de Berlangas de Roa (Burgos) en el siglo XVII tuvo lugar una epidemia que asoló el pueblo y este se encomendó al Santo. Al Curar San Roque la enfermedad y salvar el pueblo, este hizo un voto de promesa y empezó a celebrar su fiesta el 16 de agosto, siendo tradición colocar ese día en la mano del santo el primer racimo de uvas madurado del pueblo y dejarle que ahí hasta el día 15 de agosto del año siguiente.
También es patrono de la pequeña localidad  de Aldehuela de Liestos en la comarca Campo de Daroca, en Zaragoza (España), donde existe una cofradía con su nombre que se encarga de celebrar cada año las fiestas de la localidad honorándole a Él y a La Virgen de la Asunción el día 15 de agosto. Además de una procesión el 16 de agosto al Cerro San Roque para subir a la Ermita de San Cristóbal, que es donde "está hospedado", cada 17 de agosto se celebra un sorteo entre los cofrades y se entrega otra de sus figuras para ser guardada en la casa del agraciado hasta el 14 de agosto siguiente.
En Agüero, provincia de Huesca, comunidad autónoma de Aragón, las fiestas mayores se celebran el 16 de agosto en honor de San Roque, con una duración de seis días en los que actúan grupos folclóricos, teatro, hay actividades para niños o los calderetes conforman el programa festivo.
También San Roque es el patrón de Cala, una localidad de la provincia de Huelva. La romería en honor a San Roque se celebra anualmente el último domingo de mayo en Cala, convirtiéndose este en un evento turístico de gran envergadura en los últimos años. 

## América
San Roque es ampliamente venerado como Patrón en todos los países latinoamericanos, desde la época de la colonización española.

### Argentina
En Argentina, cada 16 de agosto, muchos fieles del país celebran al Santo Patrón y Protector de la Salud contra el virus de la rabia agasajando a sus perros y elevan oraciones por ellos a San Roque. Varias provincias de la Argentina han nombrado a pueblos y barrios en su honor, uno de los de mayor notoriedad es San Roque de Punilla en la provincia de Córdoba, sitio donde en 1860 Don Pedro Lucas de Cabanillas había erigido la capilla de San Roque. También es el patrono de la localidad de Margarita (Santa Fe) y de la localidad de Río de Los Sauces, Departamento Calamuchita de la Provincia de Córdoba.

### Bolivia
En Bolivia, en la ciudad de Tarija del departamento homónimo, se realiza la Fiesta de San Roque, festividad religiosa que se celebra cada 16 de agosto, presentando también a los devotos promesantes y peregrinos llamados «chunchos», que usan una vestimenta colorida y recorren la parte de la ciudad hasta llegar a la iglesia de San Roque. La fiesta se remonta desde la conquista de América. El 14 de diciembre de 2021 fue declarado Patrimonio cultural inmaterial de la Humanidad por la Unesco.

### Chile
En Chile, en el puerto de Valparaíso, uno de sus cerros recibe el nombre de San Roque. Mientras que en la Región del Libertador General Bernardo O'Higgins, en la localidad de Roma la capilla del lugar lleva su nombre, repartiéndose un pan dulce bendecido a todos los peregrinos que llegan el 16 de agosto.

### Colombia
En Colombia, es patrono popular de Barranquilla, ya que se le atribuye el fin de la peste de cólera que azotó el norte de Colombia en 1849. Como agradecimiento, la feligresía construyó una iglesia y un barrio en honor de San Roque.
. En el departamento de Antioquia existe el municipio de San Roque. Es venerado también en San Roque (El Caguán (Neiva))(Huila) [cita requerida].
Además es el santo patrono de Aguachica esto, después de salvar a su población de una peste cuando se encontraba en el Cerro de los chivos. Después la población se trasladó en lo que ahora es la zona urbana actual del municipio y allí se creó la parroquia de San Roque en su honor.

### Nicaragua
En la ciudad El Viejo se festeja a san Roque en las representaciones de Guerrero, Guerrillero, Indio, Libertario, Mestizo y Nindirí. La tradición más antigua es la "Pegada de los Motetes", una fiesta donde los Priostes (cofrades) donan al Santo las frutas más hermosas de las cosechas. También, se regala panes en forma de indio o indita, con forma de conejo, igual que cajetas de coco y zapoyol (hecha con masa de la semilla del zapote). Al son de las bandas filarmónicas, los priostes o promesantes rinde homenaje a San Roque Guerrero con el tradicional baile de "La cuchara panda". Este consiste en bailar acompasadamente en pareja, dentro de la indumentaria utilizada sobresalen los tradicionales motetes y coronas. Los motetes simbolizan la ofrenda de los bailarines a los visitantes.